# Longues-sur-Mer
Longues-sur-Mer är en kommun i departementet Calvados i regionen Normandie i norra Frankrike. Kommunen ligger i kantonen Ryes som ligger i arrondissementet Bayeux. År 2022 hade Longues-sur-Mer 587 invånare.

## Befolkningsutveckling
Antalet invånare i kommunen Longues-sur-Mer
Referens: INSEE